# ظبي يحموري رمادي
الظبي اليحموري الرمادي أو الريبك الرمادي (الاسم العلمي: Pelea capreolus) نوع من الظباء الإفريقية تستوطن جنوب إفريقيا، وزيمبابوي، وليسوتو وإسواتيني.

## اقرأ كذلك
- قائمة مزدوجات الأصابع حسب العدد